# السلامية (لودر)

تعديل مصدري - تعديل

السلامية هي إحدى قرى عزلة زارة بمديرية لودر التابعة لمحافظة أبين، بلغ تعداد سكانها 666 نسمة حسب تعداد اليمن لعام 2004.